# Jacob Moreno
Jacob Moreno, född 18 maj 1889 i Bukarest, död 14 maj 1974 i Beacon, New York, var en österrikisk-amerikansk läkare, psykiater och sociolog. Han utvecklade ett sociogram och psykodramaterapi.
Han var författare till Who Shall Survive (1934).